# کورتیس ادواردز
کورتیس ادواردز (انگلیسی: Curtis Edwards؛ زادهٔ ۱۲ ژانویهٔ ۱۹۹۴) بازیکن فوتبال اهل بریتانیا است.
از باشگاه‌هایی که در آن بازی کرده‌است می‌توان به باشگاه فوتبال دیورگاردن، باشگاه فوتبال اوسترشوندس، و باشگاه فوتبال دارلینگتون اشاره کرد.